# Dieldrin
Dieldrin je organoklorova spojina, ki so jo leta 1948 prvi sintetizirali pri podjetju J. Hyman & Co iz mesta Denver, kot insekticid. Dieldrin je soroden aldrinu, iz katerega nastane s kemijsko reakcijo. Aldrin ni strupen za žuželke, vendar ga te s prebavo oksidirajo v dieldrin, ki je aktivna snov. Tako dieldrin kot aldrin sta poimenovana po Diels-Alderjevi reakciji, ki se uporablja za sintezo iz zmesi norbornadiena in heksaklorociklopentadiena. Prvotno razvit leta 1940, kot alternativa DDT, se je dieldrin izkazal za zelo učinkovit insekticid in je bil zelo pogosto uporabljen med letom 1950 do zgodnjih sedemdesetih. Endrin je stereoizomer dieldrina.
Je zelo težko razgradljiva organska snov. Poleg tega je podvržena biomagnifikaciji (povečanje koncentracije snovi, ki se pojavi v prehranjevalni verigi). Dolgotrajna izpostavljenost se je izkazala strupeno za najrazličnješe živali, tudi ljudi, v veliko večji meri kot za žuželke, zato je sedaj prepovedana v večini držav po svetu. Povezan je z zdravstvenimi težavami, kot so Parkinsonova bolezen in rak dojke ter vpliva na imunski, razmnoževalni in živčni sistem. To lahko negativno vpliva na spust mod, če je noseča ženska izpostavljena, dieldrinu pa na zarodek.

## Sinteza
Sintetizirajo ga z Diels-Adlerjevo reakcijo heksakloro-1,3-ciklopentadiena z norbornadienom, sledi epoksidacija produkta adicije s peroksi kislino, na primer peroksiocetno kislina.

## Zakonodaja in zgodovina
Obe kemikaliji sta strupeni in se kopičita v organizmih. Aldrin se razgradi v dieldrin v živečih sistemih. Znano je, da se dieldrin upre bakterijskim in kemijskim procesom razgradnje v okolju.

### Uporaba
Aldrin je bil uporabljen za nadzor talnih škodljivcev (in sicer termitov) v pridelavi koruze in krompirja. Dieldrin je insekticid, ki se uporablja za sadje, zemljo in semena. Ostaja v tleh z razpolovno dobo petih let, v zmernih zemljepisnih širinah. Tako aldrin kot dieldrin lahko hlapita iz sedimenta in vstopata v zračne tokove, ki so kontaminirali območja daleč od njihovih virov. Prisotnost obeh je bila zaznana v arktični divjadi in rastilnah.

### Zakonodaja
Aldrin in dieldrin sta bila prepovedana v večini razvitih držav, ampak je aldrin še vedno uporabljen kot termicid v Maleziji, na Tajskem, Venezueli in v nekaterih delih Afrike. V Kanadi je bila prodaja dieldrina in aldrina omejena sredi 1970-ih, raba spojin v Kanadi pa je bila umaknjena leta 1984.
IPCS sklicuje Svetovno Zdravstveno organizacijo, kot navaja da je dieldrin prepovedan v uporabi v kmetijstvu, med drugimi v Braziliji, Ekvadorju, Finskem, Nemški demokratični republiki, Singapurju, Švedski, Jugoslaviji in Sovjetski zvezi. Evropska zakonodaja Skupnosti prepoveduje trženje fitofarmacevtskih sredstev, ki vsebujejo dieldrin. V Argentini, Kanadi, Čilu, Zvezni republiki Nemčiji, Madžarski in ZDA je njena uporaba prepovedana, razen nekaterih izjem. Raba dieldirna je omejena v Indiji, Mauritiusu, Togu in Veliki Britaniji. Njegova uporaba v industriji je prepovedana v Švici, uporaba v proizvodnji in uporaba je na Japonskem pod vladnim nadzorom. Na Finskem je edina sprejeta raba za dieldrin namenjena izvoženemu vezanemu lesu kot termicid v zmesi enega lepila. Indija zahteva registracije in dovoljenja za ves uvoz, proizvodnjo, prodajo in skladiščenje.

## Ureditev uporabe dieldrina v Avstraliji
Organoklorid in druge kemikalije so bili provotno odkriti leta 1930, ki se uporabljajo kot insekticidi in pesticidi. DDT je postal znan o vsem svetu leta 1939 po njegovi uporabi pri premagovanju tifus okužbe v Neaplju. Uporaba organoklorida se je povečala med letom 1950 in dosegla vrhunec leta 1970. Uporaba organoklornih pesticidov v Avstraliji se je drastično znižala v letih 1970-ih in zgodnjih 1980-ih. Prve omejitve uporabe dieldirna in sorodnih kemikalij v Avstraliji so bili uvedeni leta 1961-2, z registracijo, potrebne za njihovo uporabo na proizvodnost živali, kot so krave in piščanci. To je seveda sovpadlo z vedno večjo zaskrbljenostjo po vsem svetu o dolgoročnih učinkih obstojnih pesticidov. Knjiga Nema pomlad (široko brano in zelo vplivno priljubljeno poročilo okoljskih in zdravstvenih posledic pesticidov) avtorice Rachel Carson iz leta 1962 je bila ključna gonilna sila pri ozaveščanju te skrbi. Proces postopnega opuščanja je bila posledica vladne prepovedi in odjave, ki spodbuja spremembo mnenja javnosti, da je bila hrana, ki vsebuje ostanke teh kemikalij manj sprejemljiva in morda nevarna za zdravje.
Ves ta čas je bil stalen pritisk pristojnih odborov. Na primer Tehnični odbor za kmetijske kemikalije (TCAC), za zmanjšanje odobrene organoklorove uporabe. Do leta 1981 je bila raba dieldrina omejena na sladkorni trs in bananovce po svetu, tudi rabo te so odjavili leta 1985. Leta 1987 je bil po vsej državi izdan odpoklic in v decembru istega leta je vlada prepovedala uvoz vseh teh kemikalij v Avstralijo brez izrecne odobritve ministrstva. Leta 1994 je Državni matični organ za kmetijstvo in veterino (NRA), objavila uporabo organokloridov pri nadzoru termitov, v katerem priporoča postopno opuščanje organokloridov, ki se uporabljajo v pri nadzoru termitov pri krepitvi izvedljivih alternativ. Istega leta, se je Kmetijstvo in Svet za upravljanje virov Avstralije in Nove Zelandije (ARMCANZ) odločil opuščati preostale organoklorove uporabe do 30. junija 1995, z izjemo Severnega ozemlja. Novembra 1997 se je uporaba vseh organokloridov razen mirex v Avstraliji. Preostale zaloge mireks se uporabljajo samo za zaprte vabe za termite v intenzivnih sadovnjakih mladih dreves na Severnem območju do odprodaje zalog, ki se pričakuje v bližnji prihodnosti.
Priznavanje negativnih vplivov na zdravje je spodbudila izvajanje različnih zakonodajnih politik v zvezi z uporabo in odstranjevanjem organoklornih pesticidov. Na primer, Politika varstva okolja (Marine) 1994 je začela delovati maja 1995 v Južni Avstraliji. To narekuje sprejemljivo koncentracijo strupenih snovi, kot so dieldrin v morskih vodah in način na kateri je treba te ravni testirati in preizkusiti.
Zagon proti organklorovim in podobnim molekulam še naprej mednarodno raste, ki vodi do pogajanj, ki so zapadle v Stockholmski konvenciji o uporabi obstojnih organskih onesnaževalcih (POP). POP so opredeljene kot nevarne in okoljsko obstojne snovi, ki se jih lahko prevaža med oceanom in ozračjem.
Vse POP (vključno dieldrin) bioakumilira v maščobnih tkivih ljudi in drugih živali. Stockholmska konvencija je prepovedala dvanajst POP, z vzdevkom Umazani ducat. Ta je terjala silo 17. maja 2004. Avstralija je podpisala pogodbo le tri dni kasneje in je postala njena  pogodbenica v avgustu istega leta. Tudi pred tem je Avstralija že precej napredovala pri izpolnjevanju ukrepov, dogovorjenih v skladu s konvencijo. Proizvodnja, uvoz in uporaba aldrina, klordana, DDT-ja, dieldrina, heksaklorobenzena (HCB), heptaklora, endrina in toksafena v Avstraliji niso dovoljeni. Proizvodnja in uvoz polikloriranih bifenilov (PCB) niso dovoljeni v Avstraliji, z opustitvijo obstoječih PCB-jev, ki se upravljajo v okviru nacionalne strategije za upravljanje HCB odpadkov in organoklornih pesticidov. Zakonodaja v Avstraliji za uvoz, uporabo in odstranjevanje dieldrina in drugih organokloridov je bila obsežna in zajema predvsem okolje in potencialne učinke za zdravje prebivalstva.